# Wallace và Gromit: Lông vũ báo thù
Wallace và Gromit: Lông vũ báo thù (tiếng Anh: Wallace & Gromit: Vengeance Most Fowl) là một bộ phim điện ảnh hoạt hình Anh thuộc thể loại hài – phiêu lưu ra mắt vào năm 2024 do Nick Park và Merlin Crossingham làm đạo diễn, với sự tham gia diễn xuất của các diễn viên gồm Ben Whitehead, Peter Kay, Lauren Patel và Reece Shearsmith. Do Aardman Animations hợp tác sản xuất với đài BBC và Netflix, bộ phim là phần phim thứ sáu của thương hiệu Wallace và Gromit, và là bộ phim điện ảnh thứ hai sau Wallace và Gromit: Lời nguyền của ma thỏ (2005). Trong phần này, Wallace và Gromit phải đối mặt với Feathers McGraw – một tên trộm chim cánh cụt đang có ý định trả thù họ sau khi bị họ đánh bại bằng những sáng kiến hoàn hảo. Lợi dụng khi chú lùn Norbot – phát minh mới của Wallace có vấn đề, hắn đã có những âm mưu kinh hoàng nhằm đổ lỗi cho Wallace khiến Gromit một lần nữa buộc phải ra tay cứu ông chủ của mình.
Được sản xuất vào năm 2022, Wallace và Gromit: Lông vũ báo thù có buổi ra mắt lần đầu tại Viện phim Mỹ vào ngày 27 tháng 10 năm 2024, sau đó được trình chiếu trên kênh BBC One và ứng dụng BBC iPlayer vào ngày 25 tháng 12 cùng năm, trở thành tác phẩm phát sóng có số lượt xem nhiều thứ hai tại Anh kể từ năm 2022; và Netflix cũng đã phát hành bộ phim trên toàn cầu vào ngày 3 tháng 1 năm 2025 với nhiều bản lồng tiếng khác nhau. Được nhận về những lời khen ngợi từ giới chuyên môn và đạt 100% lượng đồng thuận trên Rotten Tomatoes, tác phẩm đã giành được giải BAFTA cho phim hoạt hình hay nhất, cũng như nhận được các đề cử giải Annie, giải Quả cầu vàng và giải Oscar ở hạng mục tương tự. Ngoài ra, tác phẩm còn giành giải BAFTA cho phim thiếu nhi và gia đình xuất sắc nhất và đề cử cùng giải ở hạng mục Phim Anh xuất sắc nhất.

## Nội dung
Nỗi lo lắng của Gromit về việc Wallace ngày càng phụ thuộc vào những phát minh của mình sớm được chứng thực khi Wallace tạo ra một chú lùn thông minh tên Norbot bắt đầu thể hiện ý chí riêng. Khi hỗn loạn xảy ra, Gromit bắt buộc phải gạt bỏ những dè dặt của mình và đối đầu với Feathers McGraw – một tên trộm chim cánh cụt có bộ óc siêu đẳng đã trở lại hoành hành khắp khu phố. Để giải cứu tinh thần sáng tạo của ông chủ, Gromit buộc phải có những sáng kiến mới để đánh bại tên trộm này, cũng như giúp ông chủ tránh bị đổ oan từ những tội ác kinh hoàng mà chú lùn tạo ra dưới sự sắp đặt của hắn.

## Diễn viên
- Ben Whitehead trong vai Wallace
- Peter Kay trong vai Albert Mackintosh[5]
- Lauren Patel trong vai Mukherjee[6]
- Reece Shearsmith trong vai Norbot[7]
- Diane Morgan trong vai Onya Doorstep[8]
- Muzz Khan trong vai Anton Deck[9]